# Sant'Ignazio da Santhià (singolo)
Sant'Ignazio da Santhià è un singolo di Clara Serina, composto per Sant'Ignazio da Santhià, pubblicato nel 2017 dalla Cs Clara Serina. 

## Tracce
1. Sant'Ignazio da Santhià
2. Sant'Ignazio da Santhià (Orchestra)
3. Sant'Ignazio da Santhià (Base per cantare insieme)